# Джон Рохлофф
Джон Рохлофф (англ. Jon Rohloff, нар. 3 жовтня 1969, Манкейто) — американський хокеїст, що грав на позиції захисника. Грав за збірну команду США.

## Ігрова кар'єра
Народився в Манкейто (Міннесота), але виріс у Ґранд-Рапідс (Міннесота).
1988 року був обраний на драфті НХЛ під 186-м загальним номером командою «Бостон Брюїнс». Професійну хокейну кар'єру розпочав 1993 року.
Усю кар'єру в НХЛ, що тривала з 1994 по 1997 рік, провів, захищаючи кольори команди «Бостон Брюїнс». За цей час у НХЛ зіграв 150 матчів, відзначився 7-ма голами та 25-ма результативними передачами.
Виступав за збірну США.

## Нагороди та досягнення
| Нагорода                   | Рік     |
| -------------------------- | ------- |
| Збірна ВКХА. Друга команда | 1992–93 |